# Cymodocea serrulata
Cymodocea serrulata är en enhjärtbladig växtart som först beskrevs av Robert Brown, och fick sitt nu gällande namn av Paul Friedrich August Ascherson och Paul Wilhelm Magnus. Cymodocea serrulata ingår i släktet Cymodocea och familjen Cymodoceaceae. IUCN kategoriserar arten globalt som livskraftig. Inga underarter finns listade.